# Байцар Андрій Любомирович
Андрій Любомирович Байцар (нар. 1 вересня 1966, Винники) — український науковець-географ і краєзнавець, доцент, кандидат географічних наук, дослідник географії та історії міста Винники.

## Біографія
Закінчив географічний факультет Львівського державного університету імені Івана Франка (1988).
Працював старшим лаборантом кафедри фізичної географії (з 1988). У 1991—1996 роках — асистент кафедри фізичної географії.
У 1994 році захистив кандидатську дисертацію на тему «Верхня межа лісу в ландшафтних комплексах Українських Карпат».
З 1996 року — доцент кафедри географії України.

## Наукова діяльність
- Напрямки наукової діяльності: картознавство, фізична географія України, географічне краєзнавство, географія та історія Криму, географічна термінологія, географія туризму, географія та історія міста Винники.
- Читає курси: «Фізична географія України», «Географічна термінологія», «Географія Українських Карпат і Криму», «Географічне краєзнавство».

Автор понад 100 наукових праць, близько 500 науково-краєзнавчих статей.

## Громадсько-політична діяльність
Наприкінці 1980-их рр.  активно включився у громадське і культурно-просвітницьке життя рідного університету. Був одним з організаторів і керівників Товариства української мови ім. Т. Шевченка та Народного Руху України (географічний факультет). Після багаторічного забуття, у березні 1990 р. разом зі своїми товаришами (викладачами й працівниками географічного факультету) організував вечір пам’яті Т. Шевченка  
Депутат Винниківської міської ради від Всеукраїнського об'єднання «Свобода» (2010—2015).

## Основні праці
Монографії та науково-краєзнавчі книги:
1. Байцар А. Видатні винниківчани: Науково-краєзнавче видання. — Львів; Винники, 2012. — 88 с.
2. Байцар А.  Винники: Науково-популярне краєзнавче видання. — Львів; Винники: Друксервіс, 2015. — 100 с.
3. Байцар А.  Винники туристичні. Науково-краєзнавче видання. — Винники: Друксервіс, 2016. — 312 с.
4. Байцар А.  Історія Винник в особах. Науково-краєзнавче видання. — Винники; Львів: ЗУКЦ, 2017. — 180 с.
5. Байцар А. Географія та картографія Винниківщини. Наукове видання. — Винники; Львів: ЗУКЦ, 2020. — 640 с.
6. Байцар А. Природа та історія м. Винники й околиць. Наукове видання. — Винники; Львів: ЗУКЦ, 2020. — 420 с.
7. Байцар А. УКРАЇНА ТА УКРАЇНЦІ НА ЄВРОПЕЙСЬКИХ ЕТНОГРАФІЧНИХ КАРТАХ. Монографія. — Львів: ЗУКЦ, 2022. — 328 с.
8. Байцар А. (у співавторстві). Назви України або її частин на географічних картах (XII-ХІХ ст.) // Сучасні напрямки розвитку географії України: монографія / [за заг. редакцією проф. Лозинського Р. М.]. — Львів, 2022. — 367 с.
9. Байцар А. ГЕОГРАФІЯ ТА КАРТОГРАФІЯ УКРАЇНСЬКИХ ІСТОРИКО-ГЕОГРАФІЧНИХ ЗЕМЕЛЬ (XII ст. — поч. XX ст.).Монографія. — Львів-Винники, 2023. — 295 с.
10. Байцар А. СТАЛИЙ РОЗВИТОК ГРОМАДИ м. ВИННИКИ. Монографія. — Львів-Винники, 2024. — 177 с.
11. Байцар А. ІСТОРИЧНА КАРТОГРАФІЯ. УКРАЇНА НА КАРТАХ МОСКОВІЇ (XV–XVII ст.) ТА ТАРТАРІЇ (XIII–XIX ст.). Монографія. Львів-Винники, 2025. – 290 с.

Навчальні посібники:
1. Байцар А. (у співавторстві). Чорногірський географічний стаціонар. Навчальний посібник.  — Львів: Вид-во Львів. ун-ту, 2003.  — 132 с.
2. Байцар А. Практикум з «Фізичної географії України».  — Львів : Видавн. центр ЛНУ ім. І. Франка, 2006.  — 50 с.
3. Байцар А. Крим. Нариси історичної, природничої і суспільної географії. Навчальний посібник.  — Львів: Видавн. центр ЛНУ ім. І. Франка, 2007.  — 224 с.
4. Байцар А. Фізична географія України. Навчальний посібник.  — Львів: Видавн. центр ЛНУ ім. І. Франка, 2007.  — 172 с.
5. Байцар А. ФІЗИЧНА ГЕОГРАФІЯ УКРАЇНИ. Навчально-методичний посібник.  — Львів: Видавн. центр ЛНУ ім. І. Франка, 2012.  — 354 с.
6. Байцар А. Географія Криму.: навч.-метод. посібник / А. Л. Байцар.  — Львів: ЛНУ імені Івана Франка, 2017. — 301 с.
7. Байцар А.  Методичні вказівки з курсу «Історія географії і географічної освіти в Україні».: А. Л. Байцар.  — Львів: ЛНУ імені Івана Франка, 2023.  — 82 с.

Основні наукові публікації:
1. Байцар А. Етнічні карти українських земель у працях українських та російських вчених (друга половина XIX ст.) [Архівовано 31 жовтня 2021 у Wayback Machine.] / А. Байцар // Вісник Львів. ун-ту серія географ. — Вип. 53. — Львів, 2019. — С. 3—12.
2. Байцар А. Етимологія та використання назви «Карпати»// Проблеми геоморфології і палеогеографії Українських Карпат і прилеглих територій. — 2018. — Вип. 1(8). — С. 98—107.
3. Байцар А.  Етнічні карти українських земель у працях західноєвропейських учених XIX ст. ]/ А. Байцар // Вісник Львів. ун-ту серія географ. — Вип. 52. — Львів, 2018. — С. 3—14.
4. Байцар А. Назви «Русь», «Червона Русь» на картах Європи XIV—XVIII cт./ А. Байцар, Н. Байцар // Вісник Львів. ун-ту серія географ. — Вип. 52. — Львів, 2018. — с. 15—26.
5. Байцар А. Історія походження та використання назви «Карпати» / А. Байцар // Вісник Львів. ун-ту серія географ. — Вип. 50. — Львів, 2016. — С. 22—33.
6. Байцар А. Верхня межа лісу в ландшафті Полонина Боржава, її охорона та оптимізація / А. Байцар, Н. Байцар // Проблеми геоморфології і палеографії Українських Карпат і прилеглих територій. Збірник наук. праць. — Львів, 2016. — С. 32—38.
7. Байцар А. Ландшафтний метод у дослідженні верхньої межі лісу / А. Байцар // Вісник Львів. ун-ту серія географ. — Вип. 48. — Львів, 2014. — С. 150—156.
8. Байцар А. Верхня межа лісу в ландшафтах Українських Карпат, її охорона та оптимізація / А. Байцар // Вісник Львів. ун-ту серія географ. — Вип. 45. — Львів, 2014. — С. 166—177.
9. Байцар А. Горгани, гретоти, цекоти в Українських Карпатах / А. Байцар // Проблеми геоморфології і палеографії Українських Карпат і прилеглих територій. Збірник наук. праць. — Львів, 2014. — С. 10—16.
10. Байцар А. Географія німецьких поселень у Винниках (в контексті розвитку етнокультурного туризму) / А. Байцар // Географія і туризм: національний та міжнародний досвід: Матеріали V міжнародн. наук. конф. — Львів, 2012. — С. 17—19.
11. Байцар А. Релігійний туризм і паломництво у м. Винниках / А. Байцар, Н. Байцар // Географія і туризм: національний та міжнародний досвід. Матеріали VI міжнародн. наук. конф. — Львів, 2012. — С. 23—26.
12. Байцар А. Л. Сучасний стан і перспективи розвитку рекреаційно-туристичних ресурсів м. Винники Львівської області / Байцар А., Байцар Н. // Вісник Львівського університету. — Серія «Міжнародні відносини». — Вип. 29. — Ч.  1. — Львів, 2012. — С. 3—7.
13. Байцар А. Л. Типи верхньої межі лісу в Українських Карпатах та їх охорона / А. Л. Байцар // Вісник Львівського університету. Серія географічна. — 2012. — Вип. 40. — Ч. 1. — Львів, 2012. — С. 101—107.
14. Байцар А. Л. Полонини Українських Карпат: генезис, поширення та морфологія // Вісник Львівського університету. — Серія «Географія». — Вип. 29. — Львів, 2003. — С. 3—6.
15. Байцар А. Л. Використання місцевих географічних термінів Українських Карпат у ландшафтознавстві // Фізична географія та геоморфологія. — К., 2004. — С. 7—12.
16. Байцар А. Л. Кліматична верхня межа лісу в Українських Карпатах // Вісник Львівського університету. — Серія «Географія». — Вип. 35. — Львів, 2008. — С. 3—6.
17. Байцар А. Л. Місцеві географічні терміни Українських Карпат // Вісник Львівського університету. — Серія «Географія». — Вип. 36. — Львів, 2009. — С. 9—13.

## Сторінка в Blogger
- Андрій Байцар